# 304908 Steveoda
304908 Steveoda è un asteroide della fascia principale. Scoperto nel 2007, presenta un'orbita caratterizzata da un semiasse maggiore pari a 2,5314488 au e da un'eccentricità di 0,3509341, inclinata di 12,43603° rispetto all'eclittica.